# Weißenfelser Zeitung (MZ)
Die Weißenfelser Zeitung (MZ) war eine Tageszeitung in Weißenfels von 1904 bis 1910.

## Geschichte
Am 1. September 1878 erschien die erste Ausgabe der Mitteldeutschen Zeitung.  Anfang der 1890er Jahre übernahm sie Bernhard Stadié. Dieser führte sie als Mitteldeutsche Zeitung (Weißenfelser Geschäfts-Anzeiger). Unabhängiges Organ für Stadt und Land. Die Dampfschnellpressen-Druckerei befand sich in der Klosterstraße 29: „Drucksachen aller Art finden (...) bei mäßigen Preisen sauberste Ausführung und schnellste Erledigung“. 1895 übernahm dessen Witwe Mathilde Stadié die Leitung des Verlages, seit 1897 die Töchter Erna und Grete Stadié. Seit 1899 hieß sie Mitteldeutsche Zeitung. Generalanzeiger für Weißenfels, seit 1901 Mitteldeutsche Zeitung. Geschäftsanzeiger für Weißenfels.
1904 wurde die Zeitung verkauft. Sie trug seitdem den Namen Weißenfelser Zeitung (MZ). Am 1. Juni 1910 erschien die letzte Ausgabe. 
Einige Jahrgänge befinden sich in der Universitäts- und Landesbibliothek Sachsen-Anhalt in Halle.